# Calma glaucoides
Calma glaucoides là một loài hải sâm trong họ Calmidae. Mẫu vật gốc được Alder & Hancock mô tả năm 1854 từ đảo Herm, nhưng kể từ đó loài này đã được phát hiện ở các khu vực khác trên quần đảo Anh. Ban đầu nó được đặt tên là Eolis glaucoides nhưng sau đó chuyển sang chi Calma. Loài hải sâm này chuyên ăn trứng của cá và động vật chân đầu.

## Miêu tả
Calma glaucoides dài khoảng 12 mm (0,5 in). Cơ thể có màu trắng và mờ, đầu nhỏ, trong khi các xúc tu miệng cũng nhỏ và mịn. Cơ quan phế quản gần như thẳng đứng, có viền trắng với màu vàng. Phần trung tâm của cơ thể bị lõm xuống và tuyến trung tâm có màu nâu.

## Phân bố và môi trường sống
Có nguồn gốc từ đông bắc Đại Tây Dương, phạm vi của C. glaucoides bao gồm bờ biển quần đảo Anh, quần đảo Eo Biển, Pháp và Tây Ban Nha. Nó xuất hiện ở trên các bờ biển đá và thường được tìm thấy với thủy tức.

## Sinh thái
Hải sâm là loài lưỡng tính, trong đó hai cá thể giao phối và chuyển các tế bào sinh tinh cho nhau. Trứng được đẻ ra trong một cuộn sền sệt giống như dải băng và gắn vào thể nền. Calma glaucoides là loài săn mồi ăn trứng. Kích thước nhỏ và màu trắng kem của loài này giúp nó ngụy trang khi đang ăn những quả trứng màu nhạt của cá và động vật chân đầu. Việc kiểm tra các chất trong ruột cho thấy loài này đôi khi ăn con non của chính mình. Chế độ ăn uống của Calma glaucoides phong phú và bổ dưỡng đến mức ruột không có lỗ hậu môn, có lẽ là do thức ăn tạo ra quá ít chất cặn bã; tuy nhiên, giai đoạn ấu trùng vẫn có hậu môn.